# A gépész (film)
A gépész (eredeti cím: The Machinist) 2004-es, angol nyelvű spanyol pszichothriller. A filmet Brad Anderson rendezte, a forgatókönyvet Scott Kosar írta. A főszereplők Christian Bale és Jennifer Jason Leigh, a mellékszerepeket John Sharian, Aitana Sánchez-Gijón és Michael Ironside alakítják.
A történet Trevor Reznikről szól, aki az álmatlansága és lelki problémái miatt súlyos munkahelyi balesetet okoz, amit munkatársa szenved el. Miután Rezniket kirúgják, a paranoiája és a hallucinációi egyre inkább fokozódnak.
A film, különösen Bale hangsúlyos alakítása, jó fogadtatást kapott a kritikusoktól.

## A cselekmény
Trevor Reznik egy gépész, aki inszomniája (álmatlanság) miatt kóros soványságban szenved. A megjelenése és viselkedése távol tartja munkatársaitól, és végül ellene is fordulnak, miután egy baleset résztvevője lesz, amiben munkatársa, Miller elveszti bal karját. Trevor, akit megzavar egy ismeretlen kollégája, Ivan, őt hibáztatja a bekövetkezett balesetért. Azonban senki nem ismeri Ivant a gyárban, és a nyilvántartásban sem szerepel. Úgy tűnik, Trevor csak Stevie-vel, a prostituálttal tud nyugalmat találni, aki valódi vonzalommal van iránta, és Marie-val, aki pincérnő a repülőtéri étkezdében, ahová gyakran betér. Rövid időre felvillanó fények kísértik vissza-visszatérve és olyan dolgok, mint például amikor az autós szivargyújtója fenyegetően lángra lobban. Rejtélyes post-it jegyzetek jelennek meg sorozatban a hűtőszekrényén akasztófa játékot ábrázolva.
Ezek a homályos események egyre paranoiásabbá teszik, ennek ellenére kapcsolatot próbál kialakítani Marie-val. Egy vidámparkban találkoznak, ahol Trevor Marie fiával, Nicholasszal a „666-os járat” nevű szellemvasútra ül fel. Útközben Nicholas a felvillanó fényektől epilepsziás rohamot kap. Trevor nem képes tisztán gondolkodni, azt hiszi, hogy ezek a bizarr jelenségek valójában összehangolt cselekmények, amik azért történnek, hogy az őrületbe kergessék. Ezektől a gondolatoktól vezérelve véletlenül apró nyomokra bukkan. Az egyik egy kép, amin Ivan horgászik Trevor munkatársával, Reynolds-dzal, a képet Ivan pénztárcájában találja, amit egy kocsmában hagyott el. Egy másik majdnem-balesetben a munkahelyén Trevor dühében ráront a munkatársaira, ezért azonnal kirúgják. Trevor egyre zavarodottabbá és elidegenedettebbé válik, elfelejti befizetni a közüzemi számláit, ezért a lakásában kikapcsolják az áramot. Sötét, nyúlós folyadék kezd csordogálni a fagyasztójából, a hűtő ajtaját csíkokban belepi a vérnek látszó anyag.
Számos Ivannal való találkozási kísérlet után, Trevor megpróbálja felkutatni Ivan rendszámtábláját. Követi a kocsiját, hogy elolvashassa a rendszámát, de kifogy a benzin kocsijából. Amikor az okmányirodai ügyintéző ragaszkodik ahhoz, hogy személyes információkat nem oszthat meg vele, hacsak nem bűncselekmény történt, Trevor egy autó elé veti magát azért, hogy megvádolhassa Ivant, hogy elgázolta és cserbenhagyta. Bejelentést tesz a rendőrségen Ivan rendszámát megadva, zavarba jön, amikor közlik vele, hogy a szóban forgó kocsi az övé, ő maga tett bejelentést, hogy egy évvel ezelőtt totálkáros lett. Elszalad a rendőrök elől és elmegy Stevie-hez, aki megmosdatja és átöltözteti, de talál egy bekeretezett képet a nő lakásában Ivanról és Reynoldsról, és megvádolja, hogy összejátszanak ellene. Stevie zavartan azt mondja, a képen Reynolds és Trevor van, de ő visszautasítja, hogy ránézzen a képre és kidobja Trevort egy heves vita után. Elmegy a reptéri étkezdébe, ott viszont egy ismeretlen pincérnő közli vele, hogy sosem foglalkoztattak Marie nevű munkatársat. A pincérnő azt állítja, hogy ő szolgálta ki minden nap egy éve már, anélkül, hogy Trevor beszélgetett volna vele.
A film csúcspontja, amikor Trevor azt látja, hogy Ivan elviszi Nicholast az ő lakásába, a legrosszabbtól tartva ő is belopózik. Nicholas nincs sehol, és nem válaszol Trevor hívásaira. Trevor ráront Ivanra a fürdőszobában és dulakodás után megöli. Amikor elhúzza a zuhanyfüggönyt, csak egy üres kádat talál. A hűtőhöz megy, ahol rohadt halat és más romlott ételeket talál felforgatva. Aztán bevillan az agyába a horgászásról készült kép, ami már egy egészséges Trevort mutat Reynolds-dzal, ahogy azt Stevie állította. Az, hogy Ivan a fényképen szerepel, csak Trevor hallucinációinak a része volt. A következő jelenetben a film visszatér a nyitó képsorokhoz, amelyben Trevor megpróbál megszabadulni valakinek a holttestétől – feltehetőleg Ivanétól – egy pokrócba csavarva és az óceánba dobva. Azonban amikor a pokrócot kigöngyölíti, semmi sincs benne. Ivan, aki valódibb, mint valaha, egy zseblámpát tart a kezében és nevet.
A következő jelenetben otthon Trevor a tükörbe bámulva azt ismételgeti, hogy „Tudom, ki vagy te.” Kiderül, hogy egy évvel azelőtt Trevor halálra gázolt egy fiút, miután levette a szemét az útról, hogy használja a kocsija szivargyújtóját. A fiú Nicholas volt, a balesetnek a fiú anyja, Marie szemtanúja volt. Trevor úgy döntött, hogy elhajt, és az ebből eredő bűntudat következtében lépett fel nála inszomnia. Kiegészíti a hiányzó betűket az akasztófa játékban, ami a szót adja ki, hogy „gyilkos”. Elhatározza, hogy a repülőtérre megy és elmenekül, ehelyett azonban a rendőrkapitányságra hajt, jelezve ezzel, hogy a „megváltás útjára lép”, ami a filmben visszatérő téma. Elkíséri a csöndes, de bátorító Ivan, aki a rendőrőrs előtt elbúcsúzik tőle és otthagyja. A rendőrség recepcióján bevallja a cserbenhagyásos gázolást. Két rendőr egy cellába kíséri Trevort, ahol elalvási szándékát jelzi és egy év után először el is alszik.

## Szereplők
| Szerep           | Színész                   | Magyar hang        |
| ---------------- | ------------------------- | ------------------ |
| Trevor Reznik    | Christian Bale            | Czvetkó Sándor     |
| Stevie           | Jennifer Jason Leigh      | Solecki Janka      |
| Marie            | Aitana Sánchez-Gijón      | Agócs Judit        |
| Ivan             | John Sharian              | Gesztesi Károly    |
| Miller           | Michael Ironside          | Szakácsi Sándor    |
| Jackson          | Lawrence (Larry) Gilliard | Elek Ferenc        |
| Jones            | Reg E. Cathey             | Németh Gábor       |
| Mrs. Shrike      | Anna Massey               | Kassai Ilona       |
| Nicholas         | Matthew Romero Moore      | Erdős Mátyás       |
| Furman felügyelő | Robert Long               | Kristóf Tibor      |
| Rogers felügyel  | Colin Stinton             | N/A                |
| Tucker           | Craig Stevenson           | Bajomi Nagy György |

## Így a készült a film
Annak ellenére, hogy a film az USA-beli Kalifornia állam egyik városában játszódik, teljes egészében Barcelonában és annak környékén forgatták. A produceri munkálatokat a Filmaxhoz tartozó Fantastic Factory, illetve a Castelao Productions látta el.
Christian Bale drasztikus diétába kezdett és a forgatás idején, négy hónapon át folytatta, mivel a filmbeli karaktere miatt kórosan soványnak kellett kinéznie. Az életrajzában, amit Bale korábbi asszisztense írt, az szerepelt, hogy a napi étrendje abban az időben vízből, egy almából, egy csésze kávéból és néhanapján whiskyből állt (kb. 55-260 kcal). A DVD-n levő kommentár szerint a 183 cm magas Bale 28 kg súlyt veszítve 54 kg-ra fogyott. Bale 45 kg-ra akart fogyni, de a film készítői nem engedték neki az egészségügyi kockázatok miatt. Eredetileg egy alacsonyabb színészt szántak a szerepére, de Bale ragaszkodott hozzá, hogy ő is el tudja játszani. A forgatást követően fél év alatt visszanyerte eredeti súlyát, hogy eljátszhassa a Batman: Kezdődikben a szerepét, amit súlyemeléssel, valamint mértéktelen pizza és fagylalt fogyasztásával ért el.
Brad Andersonnak a forgatás közben megfájdult háta és a film java részét egy hordágyon fekve rendezte.
A Trevor Reznik nevet Trent Reznorról mintázták, aki a Nine Inch Nails indusztriális rock együttes alapítója és kreatív producere, és az eredeti forgatókönyvben az első oldalon NIN dalszövegek szerepeltek. Tisztelegve a NIN előtt, a megfordított N is felkerült a plakátra és az első újságcikkek Rezniket egy lefelé mozgó spirálban ábrázolják.
Mégis irodalmi szempontból a legnagyobb hatással az orosz író, Fjodor Mihajlovics Dosztojevszkij volt a filmre. A DVD-kommentárban a film forgatókönyvét író Scott Kosar állítása szerint a művét Dosztojevszkij A hasonmás című kisregénye ihlette.
- A film elején Reznik Dosztojevszkij A félkegyelmű című regényét olvassa.
- Amikor Reznik az elvarázsolt „666-os járat”-on utazik, az egyik feliraton a Bűn és bűnhődés áll.
- Dosztojevszkij A Karamazov testvérek című művében az egyik szereplőt, akit meglátogat az ördög, Ivannak hívják. A regényből készült 1969-es filmben Ivant és az ördögöt ugyanaz a színész játssza (Kirill Lavrov). A film végén, amikor Reznik a cellájában ül, egy 'Justice Brothers' feliratú pólót visel.

## Fogadtatás

### Bevétel
A gépész premierje 2004. október 22-én volt három észak-amerikai moziban és 64 661 dollárt hozott, átlagosan 21 553 dolláros mozi bevétellel a 45. helyre került a bevételi rangsorban. A film széleskörűbb forgalmazása 72 moziban történt és 1 082 715 dolláros bevételt hozott Észak-Amerikában, a többi országban 7 120 520 dollárt, összesen 8 203 235 dollárt.

### Kritikai visszhang
A gépész főleg pozitív kritikákat kapott. A film az amerikai filmkritikusok véleményét összegző Rotten Tomatoeson 77%-ot ért el, amely 141 véleményen alapult 6,6 pontos átlaggal a maximális 10 pontból. A filmet bíráló szakemberek véleménye szerint „Brad Anderson sötét hangulatú pszichothrillerét, ami egy álmatlan gyári munkásról szól, Christian Bale bámulatos alakítása teszi kiemelkedővé”. A film a pontszámok alapján osztályozó Metacritic-en 61 pontot szerzett a 100-ból 32 vélemény alapján, ami kedvező elbírálást mutat.
Roger Ebert négyből három csillagra értékelte a filmet, és a véleménye szerint „A filmet rendező Brad Anderson, aki Scott Kosar forgatókönyvéből dolgozott, egy lelkiállapotot kíván közvetíteni, amelyet ő és Bale nyugtalanító hatékonysággal el is érnek. A fényképezés, ami Xavi Giménez és Charlie Jiminez munkája, hideg légkört teremt meg, a kétségbeesés ízét kék és szürke színekben megjelenítve. Trevor világát olyan tisztán látjuk az ő szemén keresztül, hogy csak lassan tudatosodik bennünk, hogy valójában minden életet egy szűrőn keresztül látunk. Reggel előfeltevések birtokában ébredünk fel, tapasztalatainkat az előfeltevéseink szűrőjén keresztül éljük meg. Ezektől a feltevésektől nem tudunk szabadulni, ugyanakkor egy önreflexióra kész ember képes csak számításba venni ezeket. A legtöbb ember sosem kérdőjelezi meg az előfeltevéseit, olyan valóságosnak tűnnek számukra, hogy azt hiszik az a valóság, akár az, akár nem. Néhány alapfeltevés szükséges ahhoz, hogy az életünk elviselhető maradjon, mint például az a feltételezés, hogy nem halunk meg a következő 10 percben. Más feltevések viszont kilátástalan magányba vezethetnek minket, akárcsak Trevort. A film végéhez közeledve megértjük, miért mondja, hogy »csak aludni szeretnék«.”

## Fordítás
- Ez a szócikk részben vagy egészben  a   The Machinist című angol Wikipédia-szócikk fordításán alapul.  Az eredeti cikk szerkesztőit annak laptörténete sorolja fel. Ez a jelzés csupán a megfogalmazás eredetét és a szerzői jogokat jelzi, nem szolgál a cikkben szereplő információk forrásmegjelöléseként.